# Блуждающий нерв

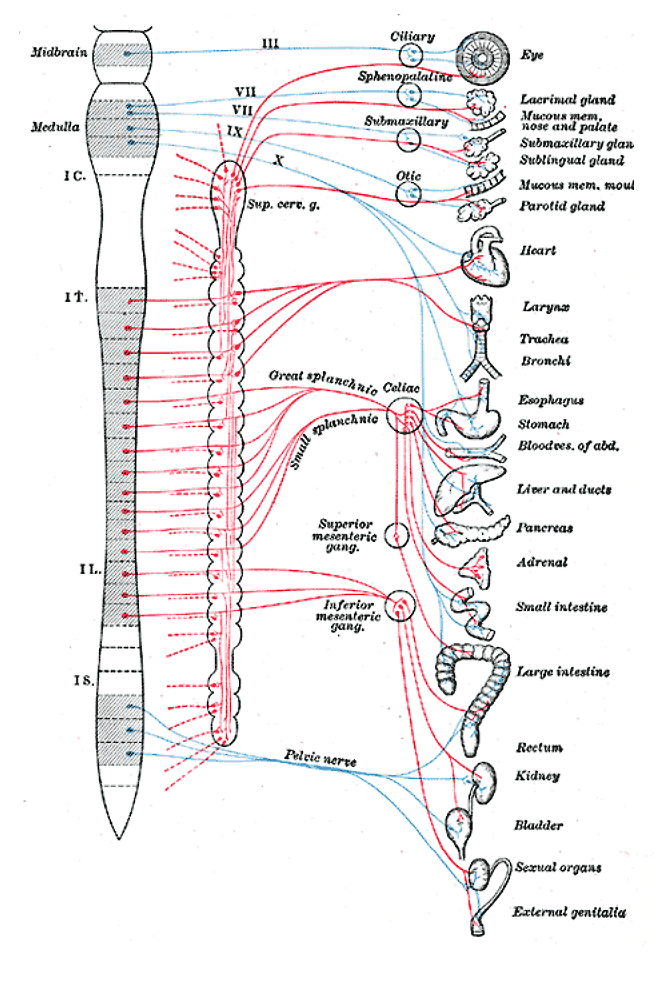
Анатомия иннервации вегетативной нервной системы. Системы: симпатическая (красным) и парасимпатическая (синим)
Блуждающий нерв — обозначен X

Блужда́ющий нерв (лат. nervus vagus) — десятая пара черепных нервов (Х пара), парный нерв. Идёт от мозга к брюшной полости. Иннервирует органы головы, шеи, грудной и брюшной полостей.
Является смешанным — содержит двигательные, чувствительные и вегетативные (парасимпатические) нервные волокна. Обеспечивает:
- двигательную иннервацию мышц мягкого нёба, глотки, гортани, а также поперечно-полосатых мышц пищевода;
- парасимпатическую иннервацию гладких мышц лёгких, пищевода, желудка и кишечника (до селезёночного изгиба ободочной кишки), а также мышцы сердца. Также влияет на секрецию желез желудка и поджелудочной железы;
- чувствительную иннервацию слизистой оболочки нижней части глотки и гортани, участка кожи за ухом и части наружного слухового канала, барабанной перепонки и твёрдой мозговой оболочки задней черепной ямки.

Блуждающий нерв является самым длинным из черепных нервов, проходя («блуждая») практически по всему телу. Это объясняется тем, что иннервируемые им органы, находившиеся у далёких предков человека поблизости от головного мозга, в ходе эволюции значительно от него удалились, соответственно увеличив и длину нерва.

## Анатомия
На нижней поверхности мозга блуждающий нерв показывается 10—15 корешками из толщи продолговатого мозга позади оливы. Направляясь латерально и вниз, он покидает череп через переднюю часть яремного отверстия вместе с языкоглоточным и добавочным нервами, располагаясь между ними. В области яремного отверстия блуждающий нерв утолщается за счёт верхнего узла (лат. ganglion superius), а немного ниже, через 1,0—1,5 см, имеется ещё один узел несколько больших размеров — нижний узел (лат. ganglion inferius).
В промежутке между этими узлами к нему подходит внутренняя ветвь добавочного нерва. Спускаясь ниже, блуждающий нерв в области шеи ложится на переднюю заднюю поверхность внутренней яремной вены (лат. v.jugularis interna) и следует до верхней апертуры грудной клетки, располагаясь в жёлобе между указанной веной и находящимися медиальнее вначале внутренней сонной артерией (лат. a.carotis interna), а затем общей сонной артерией (лат. a.carotis communis).
Блуждающий нерв с внутренней яремной веной и общей сонной артерией заключён в одно общее соединительнотканное влагалище, образуя сосудисто-нервный пучок шеи.
В области верхней апертуры грудной клетки блуждающий нерв располагается между подключичной артерией (лат. a.subclavia) (позади) и подключичной веной (лат. v.subclavia) (впереди).
Вступив в грудную полость, левый блуждающий нерв ложится на переднюю поверхность дуги аорты, а правый — на переднюю поверхность начального отдела правой подключичной артерии. Затем оба блуждающих нерва отклоняются несколько назад, огибают заднюю поверхность бронхов и подходят к пищеводу, где рассыпаются на ряд крупных и мелких нервных ветвей и теряют характер изолированных нервных стволов.
Ветви левого и правого блуждающих нервов направляются на переднюю (преимущественно от левого) и заднюю (преимущественно от правого) поверхности пищевода и образуют пищеводное сплетение (лат. plexus oesophageus).
Из ветвей указанного сплетения у пищеводного отверстия (лат. ostium oesophageum) диафрагмы образуются соответственно передний и задний блуждающие стволы (лат. trunci vagales anterior et posterior), которые вместе с пищеводом проникают в брюшную полость. Как передний, так и задний ствол содержит волокна левого и правого блуждающих нервов.
В брюшной полости блуждающие стволы посылают ряд ветвей к органам брюшной полости и солнечному сплетению.
По своему ходу каждый блуждающий нерв делится на четыре отдела: головной, шейный, грудной и брюшной.

### Головной отдел блуждающего нерва
Головной отдел блуждающего нерва самый короткий, доходит до нижнего узла (лат. ganglion inferius). От него отходят следующие ветви:
1. Менингеальная ветвь (лат. ramus meningeus) отходит непосредственно от верхнего узла, направляется в полость черепа и иннервирует твёрдую мозговую оболочку головного мозга (поперечный и затылочный венозный синусы);
2. Ушная ветвь (лат. ramus auricularis), как правило, начинается от верхнего узла или ниже — от ствола нерва, направляется кзади, следует по наружной поверхности луковицы внутренней яремной вены, подходит к яремной ямке (лат. fossa jugularis) и вступает в сосцевидный каналец (лат. canaliculus mastoideus). В толще пирамиды височной кости ушная ветвь обменивается волокнами с лицевым нервом и покидает пирамиду височной кости через барабанно-сосцевидную щель (лат. fissura tympanomastoidea). Затем ушная ветвь делится на две ветви, которые появляются позади наружного уха, вблизи наружного конца костной части наружного слухового прохода. Одна из ветвей соединяется с задним ушным нервом (лат. n.auricularis posterior) от лицевого нерва, другая иннервирует кожу задней стенки наружного слухового прохода;
3. Соединительная ветвь с языкоглоточным нервом (лат. ramus communicans cum nervo glossopharyngeus), соединяет верхний узел блуждающего нерва с нижним узлом языкоглоточного нерва;
4. Соединительная ветвь с добавочным нервом (лат. ramus communicans cum nervo accessorius) представлена внутренней ветвью добавочного нерва. Это довольно мощный ствол, вступающий в состав блуждающего нерва между верхним и нижними узлами. Кроме того, от блуждающего нерва небольшие ветви направляются к добавочному.

### Шейный отдел блуждающего нерва

Схема мозга, ствола мозга и черепных нервов (блуждающий нерв отмечен тёмно-коричневым цветом)

Шейный отдел блуждающего нерва тянется от нижнего узла до отхождения возвратного гортанного нерва (лат. nervus laryngeus reccurens). На этом протяжении от блуждающего нерва отходят следующие ветви:
1. Глоточные ветви (лат. rr. pharyngei) часто отходят от нижнего узла, но могут отходить и ниже. Различают две ветви: верхнюю — большую и нижнюю — меньшую. Ветви идут по наружной поверхности внутренней сонной артерии вперёд и несколько кнутри, соединяются с ветвями языкоглоточного нерва и ветвями симпатического ствола (лат. truncus sympathicus), образуя на среднем констрикторе глотки глоточное сплетение (лат. plexus pharyngeus). Ветви, отходящие от этого сплетения, иннервируют мышцы и слизистую оболочку глотки. Кроме того, от верхней ветви идут нервы к мышце, поднимающей нёбную занавеску, и к мышце язычка.
2. Верхний гортанный нерв (лат. n. laryngeus superior) начинается от нижнего узла, идёт книзу вдоль внутренней сонной артерии, принимая ветви от верхнего шейного симпатического узла (лат. ganglion cervicale superius) и глоточного сплетения, и подходит к боковой поверхности гортани. Перед этим он распадается на ветви:
- наружная ветвь (лат. r. externus) иннервирует слизистую оболочку глотки, частично щитовидную железу, а также нижний констриктор глотки и перстнещитовидную мышцу, часто эта ветвь соединяется с наружным сонным сплетением;
- внутренняя ветвь (лат. r. internus) идёт вместе с верхней гортанной артерией, прободает щитоподъязычную мембрану и своими ветвями иннервирует слизистую оболочку гортани (выше голосовой щели), надгортанника и частично корня языка;
- соединительная ветвь с нижним гортанным нервом (лат. r. communicans (cum nervo laryngeo inferiori)) отходит от внутренней ветви верхнего гортанного нерва.

3. Верхние шейные сердечные нервы (лат. nn. cardiaci cervicales superiores) в количестве 2—3 отходят от ствола блуждающего нерва и направляются вдоль общей сонной артерии, причём ветви правого блуждающего нерва идут впереди плечеголовного ствола (лат. truncus brachiocephalicus), левого — впереди дуги аорты. Здесь они соединяются с сердечными ветвями от симпатического ствола и, подойдя к сердцу, входят в состав сердечного сплетения (лат. plexus cardiacus).
4. Нижние шейные сердечные нервы (лат. nn. cardiaci cervicales inferiores) более многочисленные и значительно толще верхних, отходят несколько ниже возвратного гортанного нерва. Направляясь к сердцу, ветви соединяются с остальными сердечными ветвями от блуждающего нерва и от симпатического ствола и также принимают участие в образовании сердечного сплетения.
5. Возвратный гортанный нерв (лат. n. laryngeus reccurens) отходит от основного ствола справа — на уровне подключичной артерии, а слева — на уровне дуги аорты. Обогнув снизу указанные сосуды спереди назад, они направляются кверху в борозде между трахеей и пищеводом, достигая своими концевыми ветвями гортани.
На своём протяжении возвратный гортанный нерв отдаёт ряд ветвей:
- трахейные ветви (лат. rr. tracheales) направляются к передней поверхности нижней части трахеи. По своему ходу они соединяются с симпатическими ветвями и подходят к трахее;
- пищеводные ветви (лат. rr. esophagei) иннервируют esophagus;
- нижний гортанный нерв (лат. n. laryngeus inferior) является концевой ветвью возвратного гортанного нерва. По своему ходу он делится на переднюю и заднюю ветви. Передняя ветвь иннервирует латеральную перстнечерпаловидную, щиточерпаловидную, щитонадгортанную, голосовую и черпалонадгортанную мышцы. Задняя или соединительная ветвь с внутренней гортанной ветвью (лат. r. communicans cum nervo laryngeo superiori) имеет в своём составе как двигательные, так и чувствительные волокна. Последние подходят к слизистой оболочке гортани ниже голосовой щели. Двигательные волокна задней ветви иннервируют заднюю перстнечерпаловидную и поперечную черпаловидную мышцы.

Кроме того, в шейном отделе блуждающего нерва имеется ещё несколько соединительных ветвей:
1. с верхним шейным симпатическим узлом,
2. с подъязычным нервом,
3. между возвратным гортанным нервом и шейно-грудным узлом симпатического ствола.

### Грудной отдел блуждающего нерва
Грудной отдел блуждающего нерва начинается в месте отхождения возвратного гортанного нерва и заканчивается в месте его прохождения через пищеводное отверстие диафрагмы. В грудной полости он отдаёт следующие ветви:
1. Грудные сердечные ветви (лат. rr. cardiaci thoracici) начинаются ниже возвратного гортанного нерва, следуют вниз и медиально, соединяются с нижними шейными сердечными ветвями, посылают ветви к воротам лёгких и вступают в сердечное сплетение;
2. Бронхиальные ветви (лат. rr. bronchiales) разделяются на менее мощные передние ветви (4—5) и более мощные и многочисленные задние ветви;
3. Легочное сплетение (лат. plexus pulmonalis) образуется передними и задними бронхиальными ветвями, соединяющимися с ветвями верхних 3—4 грудных симпатических узлов симпатического ствола. Ветви, отходящие от легочного сплетения, соединяются между собой и вступают с бронхами и сосудами в ворота лёгких, разветвляясь в паренхиме последних;
4. Пищеводное сплетение (лат. plexus oesophageus) представлено множеством различного диаметра нервов, которые отходят от каждого блуждающего нерва ниже корня лёгкого. По своему ходу эти ветви соединяются между собой и с ветвями от верхних 4—5 грудных узлов симпатических стволов и образуют в окружности пищевода пищеводное сплетение. Оно окружает всю нижнюю часть пищевода и посылает часть ветвей к его мышечной и слизистой оболочкам.

### Брюшной отдел блуждающего нерва
Брюшной отдел блуждающего нерва представлен передним и задним блуждающими стволами. Оба ствола формируются из пищеводного сплетения и по передней и задней поверхностям пищевода вступают в брюшную полость либо одиночными стволами, либо несколькими ветвями.
Задний ствол блуждающего нерва в области кардии посылает ряд ветвей — задние желудочные ветви (лат. rr. gastrici posteriores) — на заднюю поверхность желудка, а сам отклоняется кзади, образуя чревные ветви (лат. rr. celiaci), идущие по ходу левой желудочной артерии к солнечному сплетению. Волокна, составляющие чревные ветви, проходят через солнечное сплетение к брюшным органам.
Передний ствол блуждающего нерва в области желудка соединяется с симпатическими нервами, сопровождающими левую желудочную артерию, и посылает 1—3 ветви между листками малого сальника к печени — печёночные ветви (лат. rr. hepatici). Остальная часть переднего ствола следует вдоль передней периферии малой кривизны желудка и отдаёт здесь многочисленные передние желудочные ветви (лат. rr. gastrici anteriores), к передней поверхности желудка.
Желудочные ветви от переднего и заднего стволов в подсерозном слое образуют переднее и заднее сплетения желудка.

## Функция
Блуждающий нерв является смешанным, так как содержит в своём составе двигательные, чувствительные и парасимпатические волокна. Соответственно, в нём проходят волокна от нескольких ядер. Следует отметить, что из ядер, в которых начинаются волокна блуждающего нерва, также берут начало волокна языкоглоточного и добавочного нервов.
Двигательные волокна берут своё начало от двоякого ядра (лат. nucleus ambiguus), общего с языкоглоточным и добавочным нервами. Оно расположено в ретикулярной формации, глубже заднего ядра блуждающего нерва в проекции треугольника блуждающего нерва (лат. trigonum n.vagi). Оно получает надъядерные импульсы из обоих полушарий головного мозга по кортиконуклеарным путям. Поэтому одностороннее прерывание центральных волокон не ведёт к значительному нарушению его функции. Аксоны ядра иннервируют мышцы мягкого нёба, глотки, гортани, а также поперечно-полосатые мышцы верхней части пищевода. Двойное ядро получает импульсы от спинномозгового ядра тройничного нерва (лат. nucleus tractus spinalis n. trigemini) и от ядра одиночного пути (лат. nucleus tractus solitarii) (релейный пункт для вкусовых волокон). Эти ядра являются частями рефлекторных дуг, начинающихся от слизистой оболочки дыхательного и пищеварительного трактов и ответственных за возникновение кашля, рвоты.
Дорсальное ядро блуждающего нерва (лат. nucleus dorsalis n.vagi) расположено в глубине треугольника блуждающего нерва ромбовидной ямки. Аксоны заднего ядра блуждающего нерва являются преганглионарными парасимпатическими волокнами. Короткие постганглионарные волокна посылают двигательные импульсы к гладким мышцам лёгких, кишечника, вниз до селезёночного изгиба ободочной кишки, и к мышце сердца. Стимуляция этих парасимпатических волокон вызывает замедление сердечного ритма, сокращение гладких мышц бронхов. В пищеварительном тракте отмечается повышение секреции желёз слизистой оболочки желудка и поджелудочной железы.
Заднее ядро блуждающего нерва получает афферентные импульсы из гипоталамуса, обонятельной системы, вегетативных центров ретикулярной формации и ядра одиночного пути. Импульсы от барорецепторов в стенке каротидного гломуса передаются по языкоглоточному нерву и участвуют в регуляции артериального давления крови. Хеморецепторы в каротидном клубке принимают участие в регуляции напряжения кислорода в крови. Рецепторы дуги аорты и парааортальных телец имеют сходные функции; они передают свои импульсы по блуждающему нерву.
Следует отметить, что в блуждающий нерв вступают также постганглионарные симпатические волокна из клеток паравертебральных симпатических узлов и распространяются по его ветвям к сердцу, сосудам и внутренним органам.
В nucleus alae cinereae находятся тела вторых нейронов общей чувствительности, общие для языкоглоточного и блуждающего нервов. Тела первых нейронов заложены в верхних и нижних ганглиях указанных нервов, которые находятся в области яремного отверстия. Афферентные (чувствительные) волокна блуждающего нерва иннервируют слизистую оболочку нижней части глотки и гортани, участок кожи за ухом и часть наружного слухового канала, барабанную перепонку и твёрдую мозговую оболочку задней черепной ямки.

## Клиника поражения блуждающего нерва
Причины поражения блуждающего нерва могут быть и внутричерепными, и периферическими. Внутричерепные причины включают опухоль, гематому, тромбоз, рассеянный склероз, сифилис, боковой амиотрофический склероз, сирингобульбию, менингит и аневризму. Периферическими причинами могут быть неврит (алкогольный, дифтерийный, вирусный, при отравлении свинцом, мышьяком), опухоль, заболевания желез, травма, аневризма аорты.
Двусторонний полный паралич блуждающего нерва быстро приводит к летальному исходу. При одностороннем поражении наблюдается свисание мягкого нёба на стороне поражения, неподвижность или отставание его на данной половине при произнесении звука «а». Язычок отклонён в здоровую сторону. Кроме того, при одностороннем поражении блуждающего нерва наблюдается паралич голосовой связки — голос становится хриплым. Глоточный рефлекс со слизистой поражённой стороны зева может быть утрачен. Помимо этого, может наблюдаться небольшая дисфагия и временно — тахикардия и аритмия.
Двустороннее снижение функции блуждающих нервов может обусловить расстройство речи в виде афонии (голос теряет звучность в результате паралича или выраженного пареза голосовых связок) или дизартрии (в связи с парезом мышц речедвигательного аппарата снижение звучности и изменение тембра голоса, нарушение артикуляции гласных и особенно согласных звуков, носовой оттенок речи). Характерна также дисфагия — расстройство глотания (попёрхивание жидкой пищей, затруднение заглатывания любой пищи, особенно жидкой). Вся эта триада симптомов (дисфония, дизартрия, дисфагия) обусловлена тем, что блуждающий нерв несёт двигательные волокна к поперечно-полосатой мускулатуре глотки, мягкому нёбу и нёбной занавески, надгортаннику, которые отвечают за акт глотания и речь человека. Ослабление глотательного рефлекса ведёт к скоплению в полости рта больного слюны, а иногда и пищи, снижению кашлевого рефлекса при попадании жидкости и кусочков твёрдой пищи в гортань. Всё это создаёт условия для развития у больного аспирационной пневмонии.
Так как блуждающие нервы несут парасимпатические волокна ко всем органам грудной полости и большинству органов брюшной, то их раздражение может вести к брадикардии, бронхо- и эзофагоспазмам, к усилению перистальтики, к повышению секреции желудочного и дуоденального сока и т. д. Снижение функции этих нервов ведёт к расстройствам дыхания, тахикардии, угнетению ферментативной деятельности железистого аппарата пищеварительного тракта и т. д.

## Методика исследования
Определяют звучность голоса, которая может быть ослабленной или полностью отсутствовать (афония); одновременно проверяется чистота произношения звуков. Больному предлагают произнести звук «а», сказать несколько слов, а после этого открыть рот. Осматривают нёбо и язычок, определяют, нет ли свисания мягкого нёба, симметрично ли расположен язычок.
Для выяснения характера сокращения мягкого нёба исследуемого просят произнести звук «э» при широко открытом рте. В случае поражения n.vagus нёбная занавеска отстаёт на стороне паралича. Исследуют нёбный и глоточный рефлексы с помощью шпателя. Следует иметь в виду, что двустороннее снижение глоточного рефлекса и рефлекса с мягкого нёба может встречаться и в норме. Снижение или отсутствие их с одной стороны является показателем поражения IX и X пар.
Функция глотания проверяется с помощью глотка воды или чая. При наличии дисфагии больной поперхнётся уже одним глотком воды.
Для выяснения состояния голосовых связок производится ларингоскопия.